# Anne Neuteboom
Anne Neuteboom (1989) is een Nederlands cabaretière die optreedt onder haar artiestennaam Anne Neut.
Neuteboom studeerde in 2013 af aan de Konings theateracademie in Den Bosch.
In 2014 won ze de juryprijs van het Griffioen/Zuidplein cabaretfestival en 2015 won zij de jury- en de publieksprijs van Cameretten.
In 2019 werd zij genomineerd voor de cabaretprijs Neerlands Hoop.
In 2021 was Neuteboom te zien in de documentaireserie Typisch Den Dolder.

## Programma's
- Weg, 2016[6]
- Kijk haar gaan, 2018[7]
- Hit me baby one more time
- Effe niet met je mening[8]
- En dan nu Anne Neuteboom (2024)